# Agnes-Bernauer-Straße
Die Agnes-Bernauer-Straße ist eine 3,2 km lange Straße und verbindet die Münchner Stadtteile Laim und Pasing.

## Beschreibung
Sie verläuft südlich parallel zur Landsberger Straße. An ihr liegen das Westbad, das Eis- und Funsportzentrum West, die katholischen Pfarrkirchen St. Ulrich (104) und St. Willibald, das Laimer Schlössl (112), der Laimer Anger, das Interim-Theater sowie die Villenkolonie Schlosspark Laim. Auf der Agnes-Bernauer-Straße läuft die Trambahnlinie 19.
An der Agnes-Bernauer-Straße 1/3/5/7/9, 84, 86, 97, 101, 102, 104, 106, 112, 124/126, 128/139, 132, 134, 148/150, 152–158 und 181 liegen Baudenkmäler, siehe auch: Liste der Baudenkmäler in Laim bzw. Liste der Baudenkmäler in Pasing.

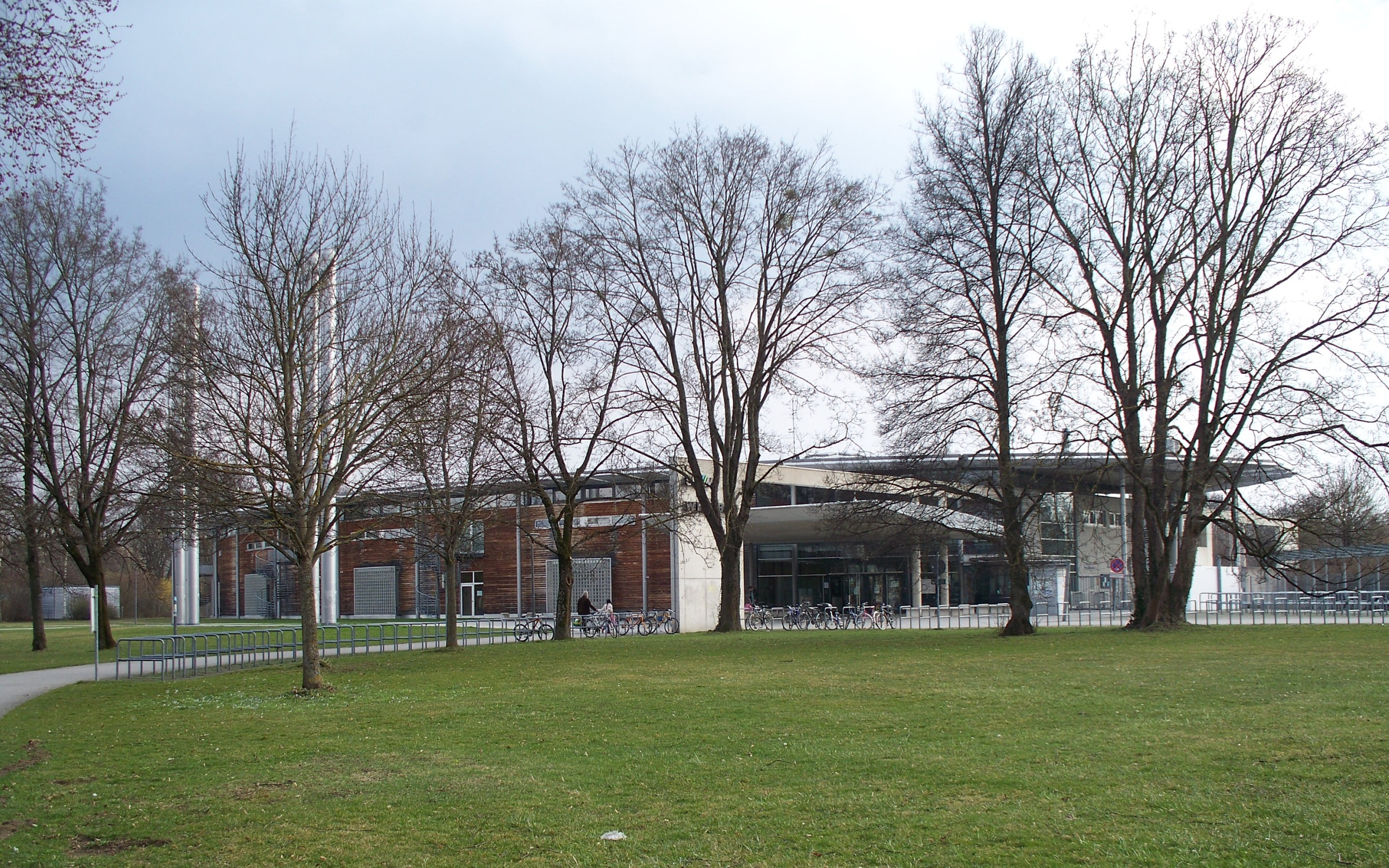
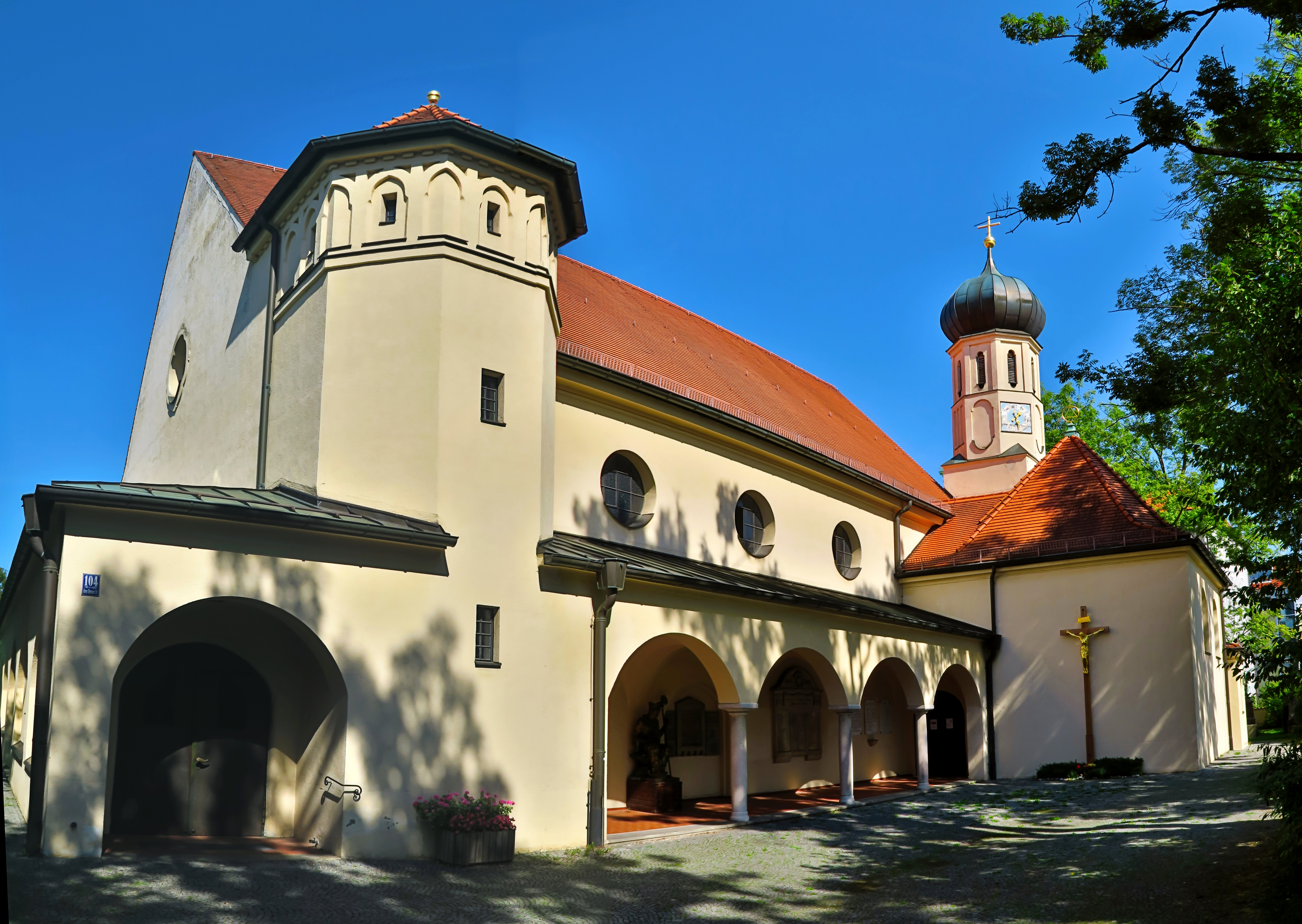
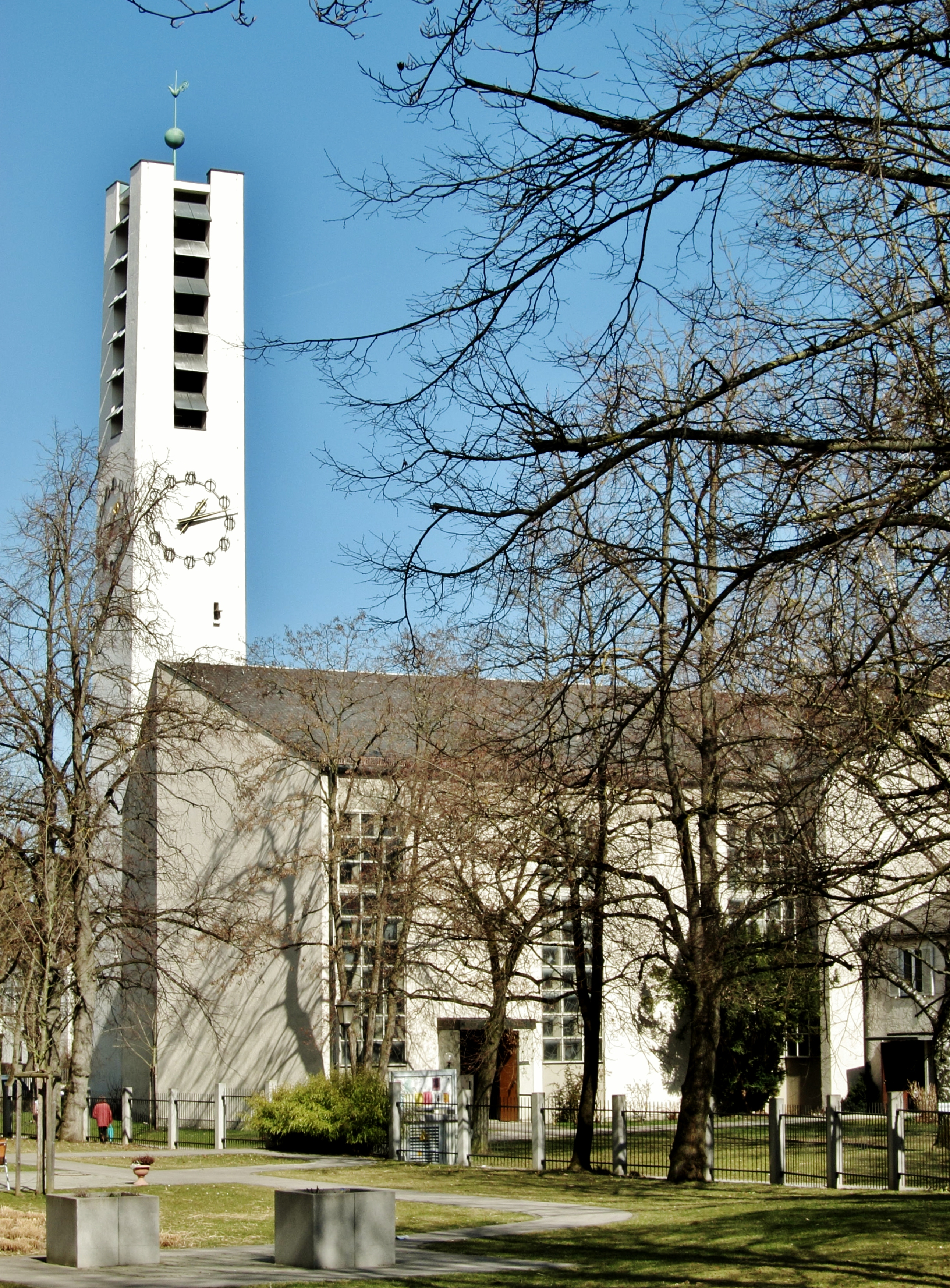
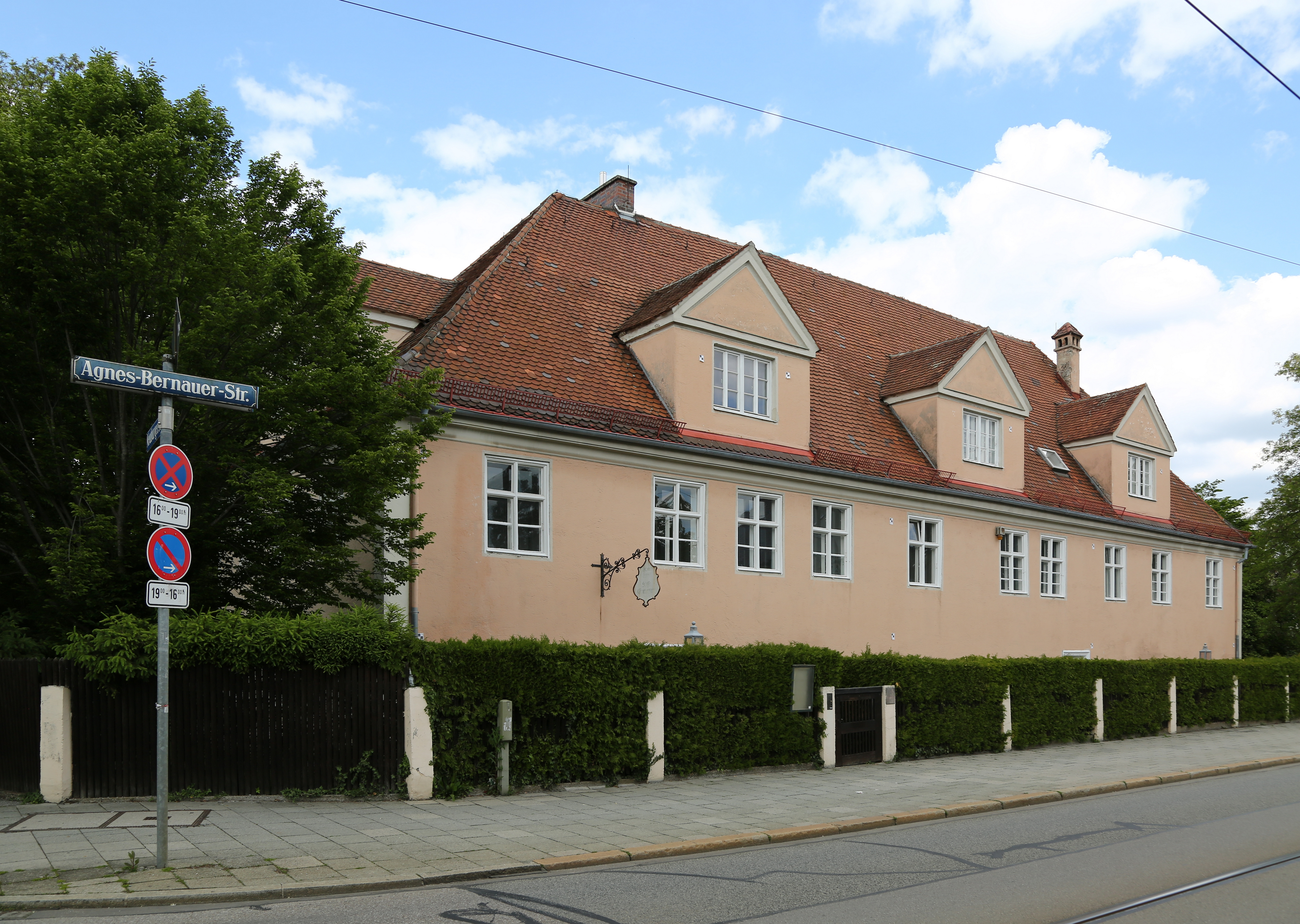
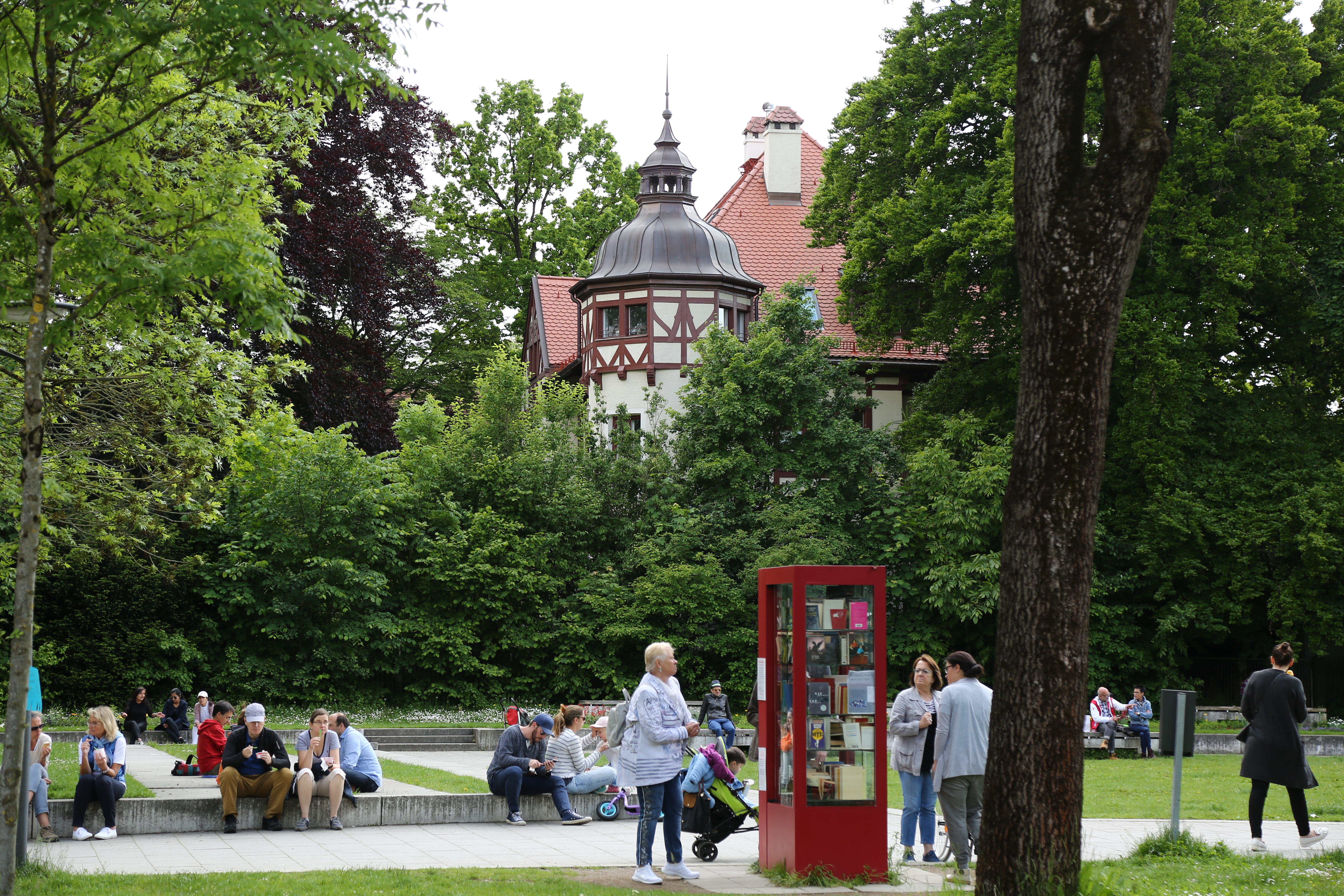
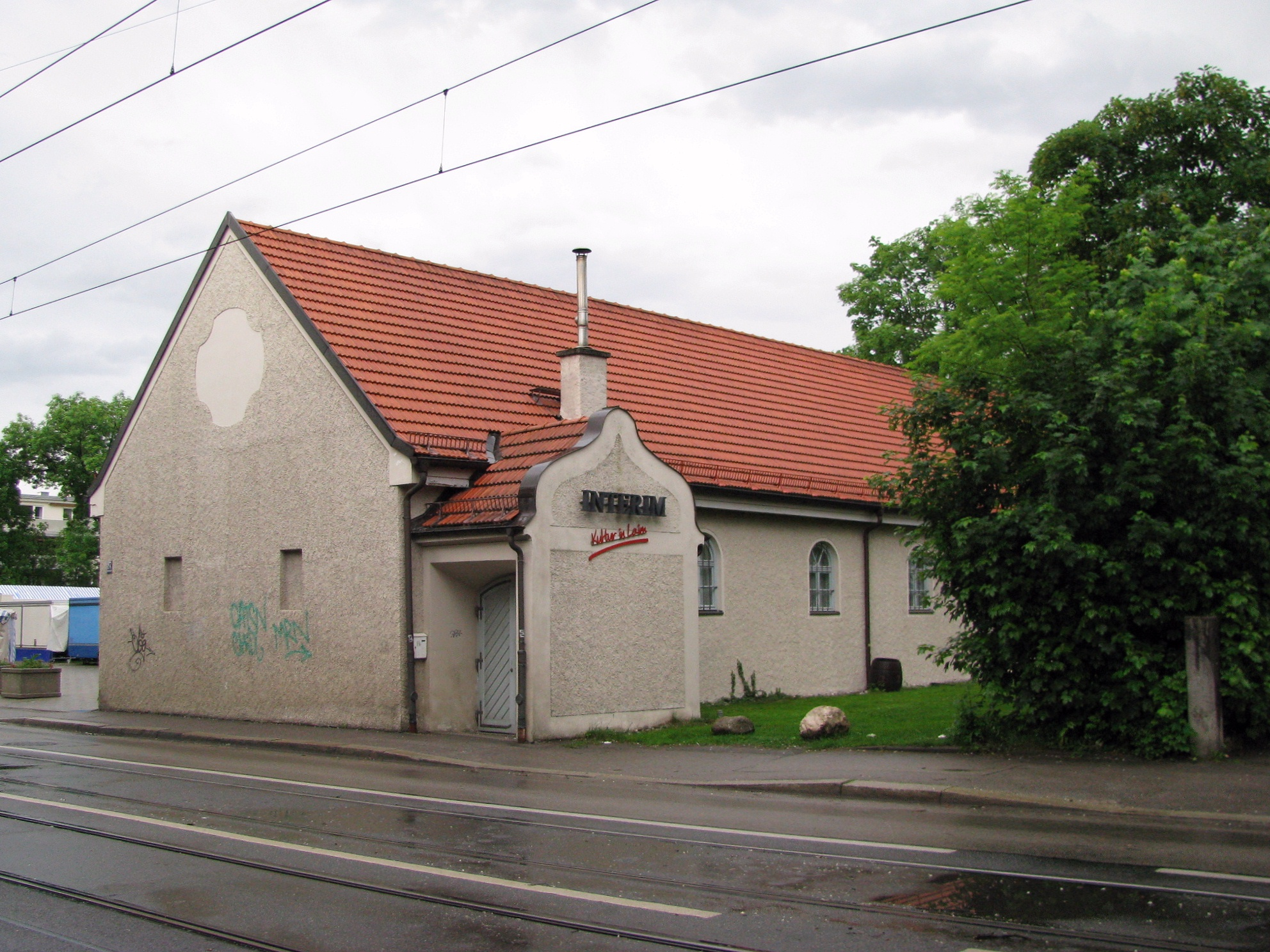
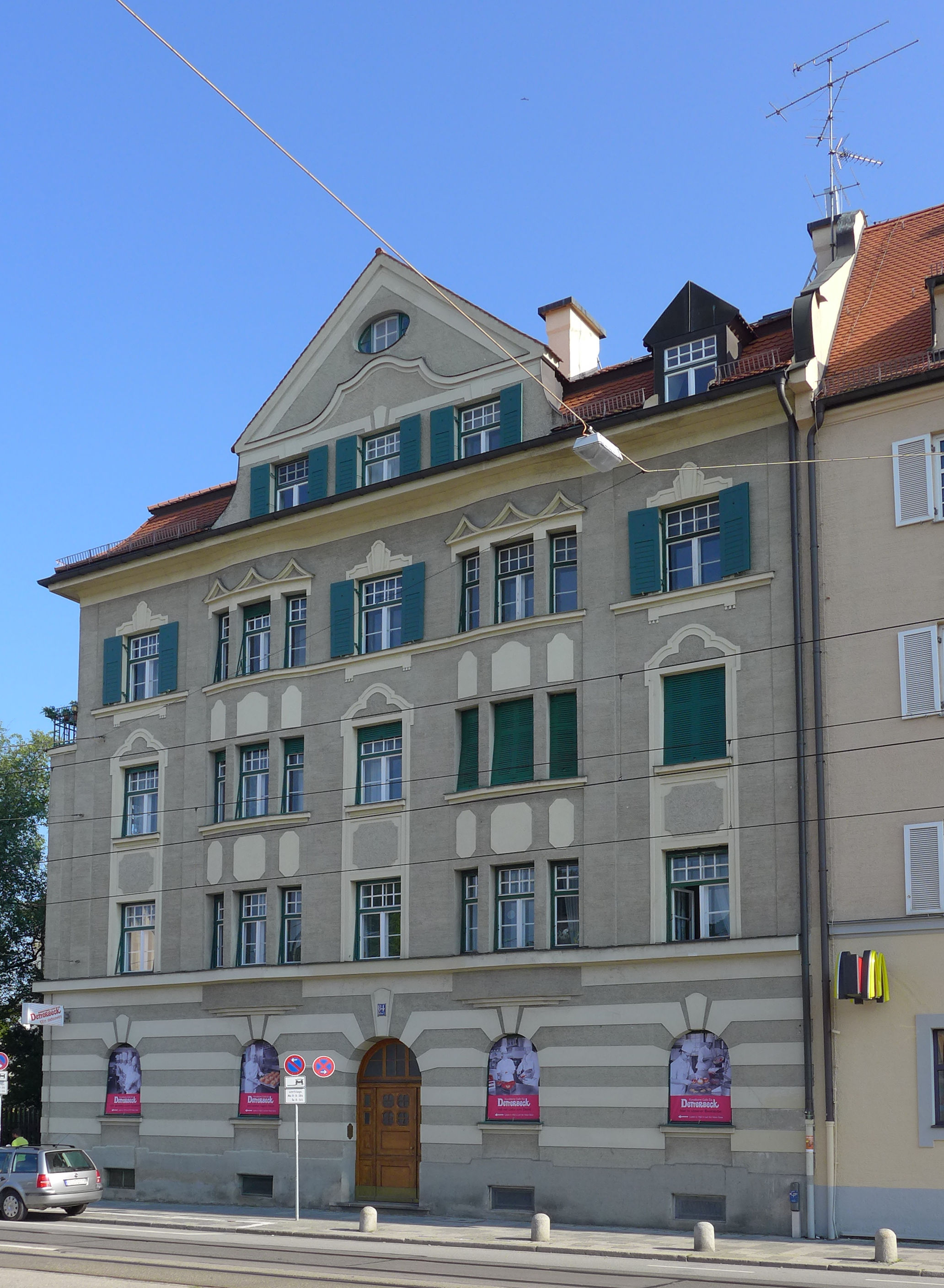
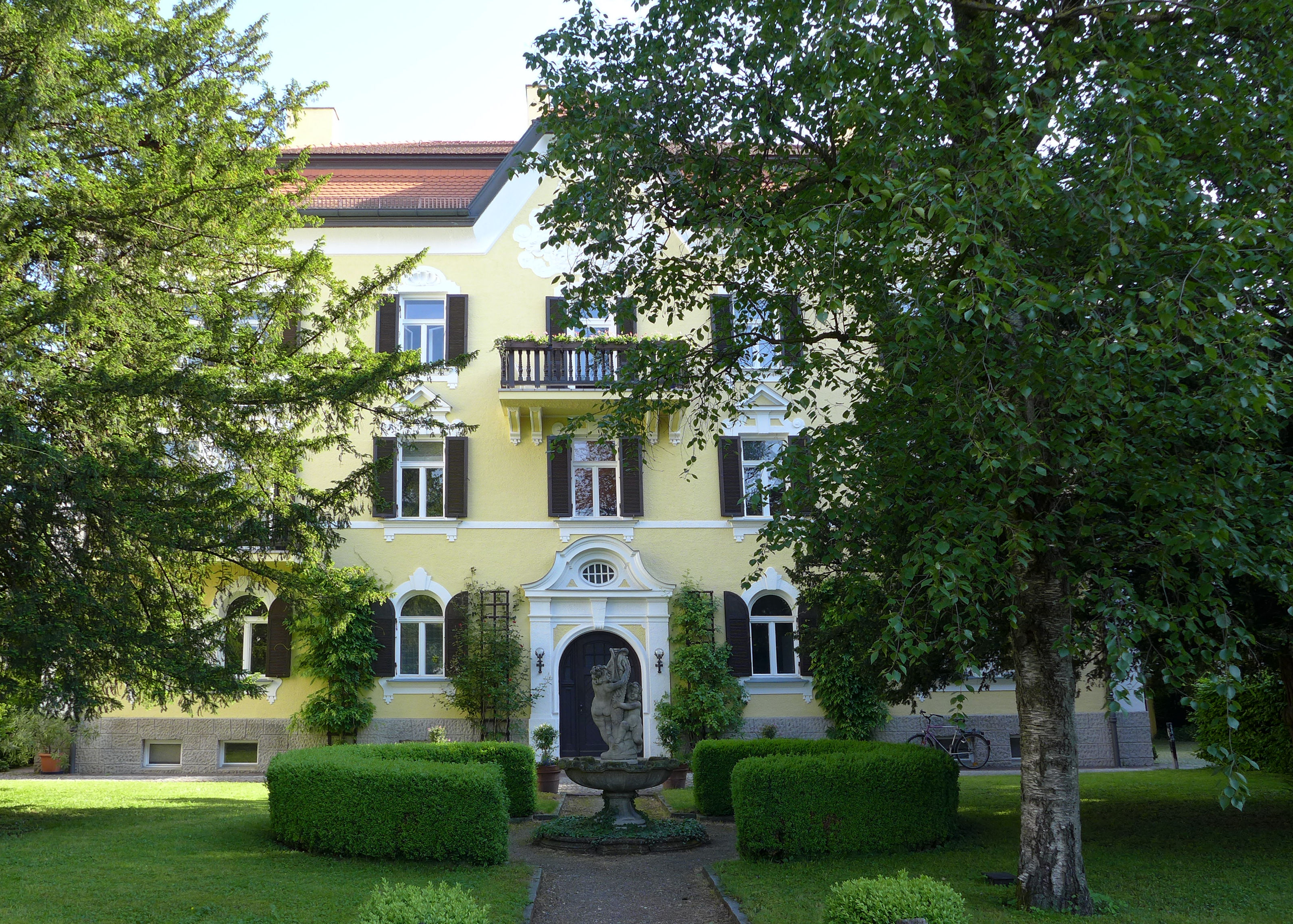

Sie wurde 1901 nach Agnes Bernauer benannt. Ihr gehörte im 15. Jahrhundert das an der heutigen Agnes-Bernauer-Straße gelegene Grundstück des Laimer Schlössls.